# C11orf65
C11orf65 (англ. Chromosome 11 open reading frame 65) – білок, який кодується однойменним геном, розташованим у людей на 11-й хромосомі. Довжина поліпептидного ланцюга білка становить 313 амінокислот, а молекулярна маса — 36 720.
| 10         |  | 20         |  | 30         |  | 40         |  | 50         |
| ---------- |  | ---------- |  | ---------- |  | ---------- |  | ---------- |
| MPWKEESEFT |  | KQDKAARVIQ |  | QAWKSFLNVA |  | IFQHFKSLID |  | LRRQGEPRQI |
| VKYINPKEAE |  | LLDAAAGIHV |  | RFRLGGVKFP |  | PDIYYKIFTH |  | RPIEDLCANS |
| PRNYAKLPAK |  | HTSHNKNDHL |  | QEEDHSGWYH |  | RIENNGWRPV |  | SDTFWLSTDG |
| MVVEDKKESE |  | FHFSKLKRRQ |  | DLEKKRKLRK |  | IEWMRQMYYS |  | GSLEAKSTHH |
| ETLGLIHTAT |  | KGLIRAFEDG |  | GIDSVMEWEV |  | DEVLNWTNTL |  | NFDEYIASWK |
| EIATSNSSAN |  | FKGFRFNQAQ |  | KNIYNYGGDI |  | SKMQMGIPDD |  | TYYENVYQEP |
| NVTRLTPDST |  | YGL        |  |            |  |            |  |            |

A: Аланін

C: Цистеїн

D: Аспарагінова кислота

E: Глутамінова кислота

F: Фенілаланін

G: Гліцин

H: Гістидин

I: Ізолейцин

K: Лізин

L: Лейцин

M: Метіонін

N: Аспарагін

P: Пролін

Q: Глутамін

R: Аргінін

S: Серин

T: Треонін

V: Валін

W: Триптофан

Задіяний у такому біологічному процесі, як альтернативний сплайсинг. 